# Toyota Avensis Verso
Toyota Avensis Verso — мінівен, що виготовлявся японською компанією Toyota з 2001 по 2009 роки і був замінений на Toyota Verso. Являє собою 4
-дверний мінівен з двома або трьома рядами крісел і місткістю 5-7 пасажирів. На японському ринку називається Toyota Ipsum другого покоління.

## Опис

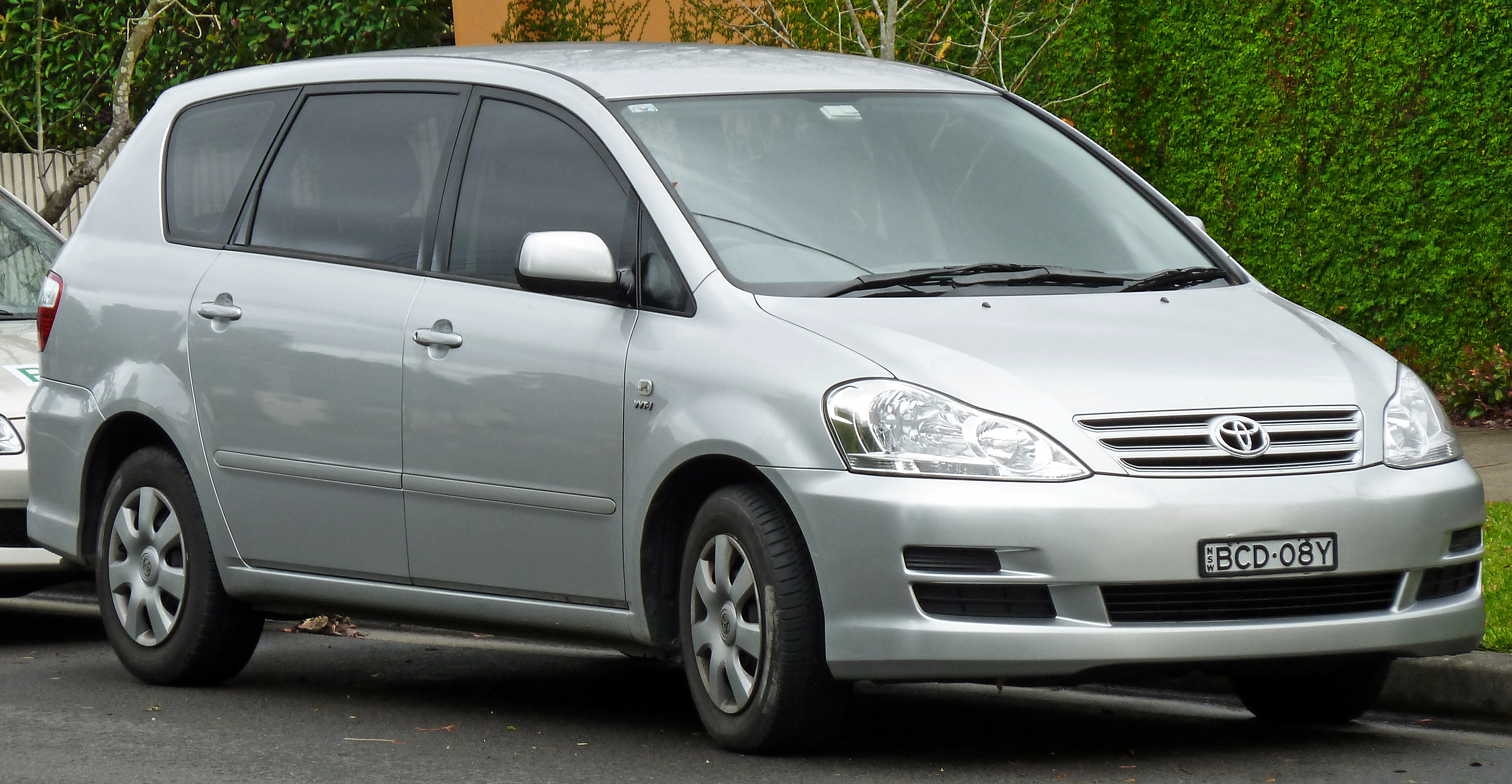
Toyota Avensis Verso (2003-2009)

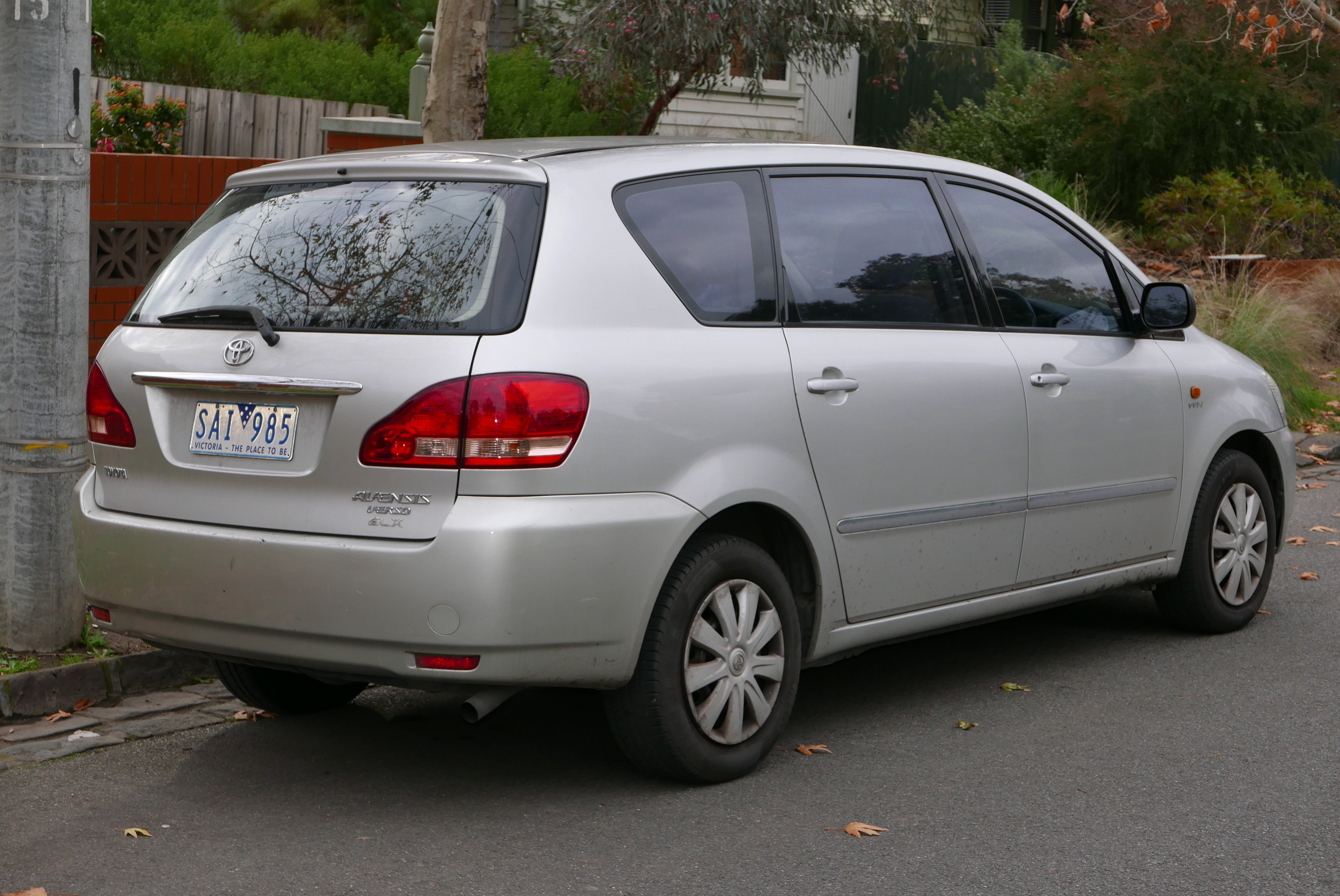

Виробництво моделі почалося в 2001 році у кузовах ACM21W, ACM26W з двигунами 2AZ-FE та 1CD-FTV. Автомобіль збудовано на платформі Toyota Avensis і прийшов на заміну Toyota Picnic, щоб конкурувати з Honda Odyssey. Коефіцієнт лобового опору складає всього Cx = 0,30 (це дуже хороший результат навіть для седана, а серед мінівенів це один з кращих результатів).
У жовтні 2003 року автомобіль пройшов рестайлінг, який вніс невеликі поправки в зовнішній вигляд автомобіля (дещо змінена форма фар, бамперів і решітки радіатора). Салон також був трохи вдосконалений (з'явилося мульти-кермо, круїз контроль, також була незначно змінена торпеда, встановлена ще більш сучасна мультимедійна система з сабвуфером). У комплектації S стали встановлюватися передні сидіння з більш серйозною бічною підтримкою, в порівнянні з дорестайлінгом).
Основний привід - передній, в кузовах SXM15G і ACM26W для японського ринку автомобіль оснащений повним приводом.
В 2004 році припинилися продажі на європейському ринку. В Японії і Великій Британії продажі тривали до 2009 року.

## Двигуни
- 2,0 VVT-i 1AZ-FE 150 к.с.
- 2,0 D-4D 1CD-FTV 116 к.с.

## Коробки передач
- 2,0-літровий 4-циліндровий бензиновий двигун (VVTi) працює в парі з п`ятиступінчастою МКПП або з чотириступінчастою АКПП;
- 2,0-літровий 4-циліндровим дизельний двигун працює в парі з п`ятиступінчастою МКПП[1].